# Sønder Rubjerg
Sønder Rubjerg is een plaats in de Deense regio Noord-Jutland, gemeente Hjørring. De plaats telt 266 inwoners (2008).